# Charles Churchill (generale)
Charles Churchill (1679 – 14 maggio 1745) è stato un generale e politico inglese.

## Biografia
Era figlio illegittimo di Elizabeth Dodd e del generale Charles Churchill e quindi nipote del Duca di Marlborough.

## Carriera
Churchill trascorse la sua prima esperienza nel British Army durante la Guerra di successione spagnola e divenne membro del Parlamento per Castle Rising (1715-1745).
Fu mandato a Vienna nel 1721 in missione per ottenere la liberazione di un "signor Knight" che si trovava nella Cittadella di Anversa. Nel 1727 fu promosso a Brigadiere e nominato un Groom of the Bedchamber.
Fu anche Governatore, Royal Hospital Chelsea (1720-1722) e Governatore di Plymouth.

## Discendenza
Churchill ebbe una relazione con Anne Oldfield, un'attrice inglese, da cui ebbe un figlio illegittimo, Charles Churchill (di Chalfont). Ebbe anche una figlia illegittima, Harriet, la cui madre è sconosciuta. Harriet sposò Sir Everard Fawkener e, più tardi, Thomas Pownall.